# Tuvinská vlajka

Tuvinská vlajka

Vlajka Tuvy, jedné z autonomních republik Ruské federace, je tvořena modrým listem o poměru stran 2:3, se žlutým klínem u žerdi. Vlajkový list je rozdělen na tři části modrými pruhy vytvářejícími dohromady podobu ležatého písmene „Y”, které jsou lemovány bílými pruhy.
Vlajka znázorňuje soutok Malého a Velkého Jeniseje v hlavním městě republiky Kyzylu. Modrá barva symbolizuje tradiční život kočovníků pod širým nebem, žlutá je znázorněním bohatství i buddhistického náboženství, bílá vyjadřuje morální čistotu a je také výrazem pohostinnosti (Tuvinci mají ve zvyku vítat návštěvníky čajem s mlékem).

## Historie
Vlajka byla přijata Nejvyšším sovětem autonomní republiky Tuva 17. září 1992. Autory návrhu jsou Oyun-ool Sat, Ivan Salčak a Oleg Lazajev. Původní poměr stran vlajky byl 1:2, v roce 2002 byl novým zákonem změněn na 2:3.